# Sainte-Paule (Quebec)
Sainte-Paule es un municipio canadiense situado en la provincia de Quebec.

## Superficie
Sainte-Paule tiene una superficie de 83,36 km².

## Demografía
En 2021, tenía 247 habitantes, una densidad poblacional de 3 hab./km², y 217 viviendas.